# Israel Charny
Pour les articles homonymes, voir Charny.
Israël W. Charny, né en 1931 à Philadelphie et mort le 14 décembre 2024 à Jérusalem, est un psychologue et universitaire américano-israélien, président directeur de l'Institute on the Holocaust and Genocide (en) de Jérusalem. 

## Biographie
Spécialisé dans la recherche sur les génocides, Israel Charny est connu pour lutter activement depuis les années 1960 contre ce qu'il considère comme toutes les formes de négationnisme, concernant aussi bien la Shoah que les autres génocides, comme le génocide arménien. Dans cette optique, il combat l'idée — défendue, notamment, par l'historien allemand Stephan Katz et le politiste américain Guenter Lewy — selon laquelle la Shoah serait l'unique réel génocide dans l'histoire de l'humanité. Il est considéré par ses partisans comme un pionnier de la lutte contre le négationnisme.
Docteur en psychologie, il enseigne à l'université de Tel Aviv et l'université hébraïque de Jérusalem. Il publie de nombreux ouvrages en psychologie avant de montrer un intérêt croissant pour l'Holocauste, les génocides et leur négation à partir des années 1960, non pas en tant qu'historien mais bien en tant que psychologue. Il fonde en 1979, avec Elie Wiesel et Shamai Davidson l'Institut de recherche sur l'Holocauste et le génocide à Jérusalem, dont il prend la direction. En 1982, il anime la première conférence internationale sur l'Holocauste et le génocide, à Tel-Aviv, réunissant de nombreux experts internationaux. Il dénonça des pressions pour faire annuler la conférence de la part de la Turquie, qui s'opposait à voir abordé le thème du génocide arménien. D'après le New York Times, la Turquie nia toute pression à l'encontre des juifs de Turquie. La conférence put tout de même avoir lieu mais selon Calon Liel, Israélien chargé d'affaires à Ankara, la Turquie parvint à dissuader les institutions officielles israéliennes ainsi que plusieurs universitaires d'y participer.
En décembre 1999 est publiée Encyclopedia of Genocide (traduit en français sous le titre : Le livre noir de l'humanité), ouvrage de 720 pages, en deux volumes où il aborde la question de la définition des génocides et les présente par ordre alphabétique, au travers de plus de 200 articles rédigés par des experts provenant de divers pays, parmi lesquels Desmond Mpilo Tutu et Simon Wiesenthal.
Quelques spécialistes ont considéré, se basant sur des extraits des écrits d'Israel Charny de 1994, qu'il avait une définition large du génocide, au point d'inclure trop de massacres (y compris l’accident nucléaire de Tchernobyl),.

## Publications
Parmi ses ouvrages :
- (en-US) How Can We Commit the Unthinkable?: Genocide, the Human Cancer (préface par Elie Wiesel, Westview Press, 1982)
- (en-US) The Encyclopedia of Genocide (éditeur en chef - encyclopédie en deux volumes, ABC-Clio Inc, 1999) lien vers e-book